# اعلامیه مطبوعاتی
اِعلامیهٔ مَطبوعاتی (که بسته به مورد، اطلاعیهٔ مطبوعاتی و بیانیهٔ مطبوعاتی هم نامیده می‌شود) گزارش، خبر یا بیانیه‌ای است که به‌صورت نوشته یا ضبط‌شده برای اعضاء رسانه‌های خبری فرستاده می‌شود و منظور از آن اعلان‌کردن مطلبی است که شخص فرستنده آن را دارای ارزش خبری می‌داند.
اعلامیه‌های مطبوعاتی معمولاً از طریق پست الکترونیکی، یا دورنگار به ویراستاران مربوط در روزنامه‌ها، مجلات، ایستگاه‌های رادیویی یا تلویزیونی فرستاده می‌شود.
گاه از فرستادن اعلامیه‌های مطبوعاتی برای اعلان کردن یک نشست خبری استفاده می‌شود.